# Теория эмоций Джеймса — Ланге
Теория эмоций Джеймса — Ланге — гипотеза о происхождении и природе эмоций. Теория основывается на том, что эмоции являются следствием осознания человеком рефлекторных физиологических изменений в организме. Вместо того, чтобы чувствовать эмоции и последующие физиологические (телесные) реакции, теория предполагает, что физиологические изменения являются первичными, а эмоции проявляются тогда, когда мозг реагирует на информацию, полученную через нервную систему организма. То есть, согласно этой теории, эмоциональное переживание — это совокупность ощущений, которые произошли вследствие физиологических изменений. Является одной из самых ранних теорий эмоций, которые рассматривает современная психология. Её разработали независимо друг от друга двое учёных в 1880—1890 годах, Уильям Джеймс и Карл Ланге.
Теория была подвергнута критике и модифицирована с течением времени. Современные теоретики построили на ней свои идеи, предположив, что опыт эмоций модулируется в качестве физиологической обратной связи и другой информации, а не состоит исключительно из телесных изменений, как это было предположено Джеймсом.

## История
В 1884 году журнал Mind опубликовал статью Уильяма Джеймса «Что такое эмоция». В статье он говорит: «Обыкновенно принято думать, что в грубых формах психическое впечатление, воспринятое от данного объекта, вызывает в нас душевное состояние, называемое эмоцией, а последняя влечёт за собой известное телесное проявление. Согласно моей теории, наоборот, телесное возбуждение следует непосредственно за восприятием вызвавшего его факта, и осознание нами этого возбуждения в то время как оно совершается и есть эмоция». Сравнивая эмоции и инстинкты, он пришёл к выводу, что эмоции — это стремление организма чувствовать, а инстинкты — это побуждение к действию при наличии раздражающего фактора.
Врач Карл Ланге разработал аналогичную идею независимо от Уильяма Джеймса в 1885 году. Обе теории определяют, что эмоции являются следствием физиологических изменений, вызванных раздражителем, но сосредоточены на различных аспектах эмоций. Хотя Джеймс действительно говорил о физиологии, связанной с эмоциями, он был больше сосредоточен на осознании эмоций и их переживаниях. Например, человек грустит, потому что плачет, испытывает гнев, потому что дрожит, а не наоборот. Карл Ланге переосмыслил теорию Джеймса. Он связывает эмоции с сосудисто-двигательной системой: состоянием иннервации и просветом сосудов и трактует их как субъективные образования, возникающие в результате нервного возбуждения. Тем не менее, оба согласились, что если исключить физиологические ощущения, то не будет никакого эмоционального опыта.
Согласно этой теории, у человека есть возможность управлять своими внутренними чувствами и эмоциями. Совершая физические действия, характерные той или иной эмоции, человек начнёт это ощущать и чувствовать.

## Критика

### Ранняя критика
С момента создания теории учёные нашли доказательства того, что не все аспекты этой теории релевантны и истинны. Эта теория была оспорена в 1920-х годах психологами по имени Уолтер Кеннон и Филипп Бард, которые разработали альтернативную теорию эмоций, известную как теория Кеннона — Барда, в которой физиологические изменения следуют в результате чувств и эмоций. Уолтер Кеннон отметил, что эмоциональные изменения в организме человека происходят не после физических реакций, а до них. Кеннон также подчеркивал, что висцеральные реакции возникают как при ощущении множества различных эмоций, так и в отсутствие их. Например, одни и те же висцеральные реакции, такие как увеличение частоты сердечных сокращений, потливость, расширение зрачков, а также выброса адреналина могут быть связаны с чувством страха или гнева. Тем не менее, они также связаны с такими состояниями, как лихорадка, чувство холода и затруднение дыхания. Кеннон утверждал, что висцеральные реакции являются медленными и недостаточно чувствительными, чтобы вызвать эмоциональную реакцию, то есть происходит большая задержка между стимуляцией внутренностей и физиологической реакцией.

### Современная критика
Лиза Фельдман Барретт указывает на то, что при тестировании этой теории электрической стимуляцией, нет ответа и взаимнооднозначного соответствия между поведением и категорией эмоций. «Стимулирование одного и того же участка в результате даёт различные психические реакции в зависимости от предшествующего состояния человека, а также непосредственного контекста». Она приходит к выводу, что происходит большая реакция, когда человек чувствует эмоции, чем просто физиологически имитирует их: должна произойти некоторая обработка между физиологической реакцией и восприятием эмоций.
Барретт также говорит, что испытание эмоций носит субъективный характер. Нет никакого способа для того, чтобы распознать, чувствует человек грусть, гнев или нечто иное, не полагаясь на восприятие эмоций. Кроме того, люди не всегда проявляют эмоции, используя одни и те же модели поведения. Она говорит, что эмоции являются более сложным явлением, чем просто физические ощущения.